# 大阪市立城北小学校
大阪市立城北小学校（おおさかしりつ しろきたしょうがっこう）は、大阪府大阪市旭区にある公立小学校。

## 沿革
明治時代初期に当時の東成郡中村（町村制施行で城北村）に設置された第五大区第三小区第五番中村小学校を源流としている。
荒生小学校・赤川小学校の合併や城北小学校への改称を経て、1902年5月10日に東成郡城北尋常小学校が城北村赤川の現在地に移転開校した。学校沿革史の上では、現在地への移転開校をもって学校創立と位置づけている。
1918年には高等科を併設したが、高等科は1934年に廃止された。
1921年には東成郡第二城北尋常小学校（現在の大阪市立淀川小学校）が、また1936年には大阪市赤川尋常小学校（現在の大阪市立高倉小学校）が分離開校している。
1941年の国民学校令により、大阪市城北国民学校に改称した。1942年には大阪市生江国民学校（現在の大阪市立生江小学校）を分離している。
太平洋戦争の戦局悪化により、大阪市の国民学校児童は学童疎開を実施することになった。縁故での疎開を原則としたものの、縁故に頼れない児童は学校から集団疎開に参加することになった。疎開先の府県は当時の22行政区各区ごとに指定され、旭区の国民学校には大阪府北河内地域および北摂地域への疎開が割り当てられた。城北国民学校では三島郡安威村（現在の茨木市）への集団疎開を実施した。
1945年6月7日の第三次大阪大空襲では、校舎半焼の被害を受けている。
戦後の学制改革により、1947年に大阪市立城北小学校に改称した。

### 年表
- 1875年7月 - 第五大区第三小区第五番中村小学校を設置。
- 1887年4月 - 東成郡中村簡易小学校に改編。
- 1889年7月 - 東成郡荒生簡易小学校を合併。東成郡城北尋常小学校に改編。
- 1893年4月 - 東成郡赤川尋常小学校を合併。
- 1902年5月10日 - 現在地に校舎新築し移転。この日を学校創立および創立記念日とする。
- 1918年4月 - 高等科を併設。東成郡城北尋常高等小学校に改称。
- 1921年11月 - 東成郡第二城北尋常小学校（現在の大阪市立淀川小学校）を分離。
- 1925年4月1日 - 城北村が大阪市に編入されたことにより、大阪市城北尋常高等小学校に改称。
- 1934年7月 - 高等科を廃止。大阪市城北尋常小学校に改称。
- 1936年5月 - 大阪市赤川尋常小学校（現在の大阪市立高倉小学校）を分離。
- 1941年4月1日 - 国民学校令により、大阪市城北国民学校に改称。
- 1942年4月1日 - 大阪市生江国民学校（現在の大阪市立生江小学校）を分離。
- 1947年4月1日 - 学制改革により、大阪市立城北小学校に改称。
- 1949年4月 - 校地拡張。
- 1964年 - 校歌制定。
- 1970年 - 30人学級を導入。

## 通学区域
- 大阪市旭区 赤川1丁目～4丁目

卒業生は大阪市立大宮中学校に進学する。

## 交通
- 地下鉄谷町線 都島駅 北へ約2km。
- 大阪シティバス 赤川3丁目バス停。
- おおさか東線 城北公園通駅 北へ約600m。